# ルチノース
ルチノース（Rutinose）は、ラムノースとグルコースがα-(1→6)グリコシド結合してできた二糖である。還元糖である。フラボノイド配糖体の中に存在する。ラムノジアスターゼによるルチンの加水分解によって生産される。

## ルチノース配糖体
- ルチン
- ナリルチン